# هیسه‌ای ۴۲۹۰
سیارک ۴۲۹۰ (به انگلیسی: 4290 Heisei، نامگذاری:1989UK3) چهار هزار و دویست و نودمین سیارک کشف شده‌است که در ۳۰ اکتبر ۱۹۸۹ کشف شد.
قدر مطلق سیارک برابر ۱۱٫۵۰ است.